# Igor Kunicyn
Igor Konstantinowicz Kunicyn, ros. Игорь Константинович Куницын (ur. 30 września 1981 we Władywostoku) – rosyjski tenisista, zwycięzca turniejów rangi ATP World Tour w grze pojedynczej i podwójnej, reprezentant w Pucharze Davisa.

## Kariera tenisowa
Jako zawodowy tenisista Kunicyn występował w latach 1999–2013.
Wygrywał turnieje z serii ITF Men’s Circuit jak i ATP Challenger Tour. W rozgrywkach z cyklu ATP World Tour Rosjanin w singlu zdobył 1 tytuł w roku 2008, podczas turnieju w Moskwie. W finale pokonał wynikiem 7:6(6), 6:7(4), 6:3 swojego rodaka, Marata Safina.
W grze podwójnej Kunicyn odniósł 1 triumf wspólnie z Dmitrijem Tursunowem, w 2010 roku na kortach w Moskwie. Pojedynek finałowy rosyjska para wygrała nad Janko Tipsareviciem i Viktorem Troickim. Ponadto Kunicyn był 3–krotnym finalistą zawodów ATP World Tour w deblu, najpierw w sezonie 2006 w Nottingham (z Tursunowem), potem w 2007 roku na trawiastych kortach w Newport (z Nathanem Healeyem) oraz w 2009 roku w Kuala Lumpur (z Jaroslavem Levinským).
Od września roku 2008 do kwietnia 2013 roku Kunicyn reprezentował Rosję w Pucharze Davisa. Rozegrał przez ten okres 11 meczów w zawodach, z których 3 wygrał.
W rankingu gry pojedynczej Kunicyn najwyżej był na 35. miejscu (6 lipca 2009), a w klasyfikacji gry podwójnej na 49. pozycji (9 czerwca 2008).

### Finały w turniejach ATP World Tour
| Legenda                                      |
| -------------------------------------------- |
| Wielki Szlem                                 |
| Igrzyska olimpijskie                         |
| Tennis Masters Cup / ATP Finals              |
| ATP Masters Series / ATP Tour Masters 1000   |
| ATP International Series Gold / ATP Tour 500 |
| ATP International Series / ATP Tour 250      |

#### Gra pojedyncza (1–0)
| Końcowy wynik | Nr | Data                 | Turniej | Nawierzchnia  | Przeciwnik  | Wynik finału        |
| ------------- | -- | -------------------- | ------- | ------------- | ----------- | ------------------- |
| Zwycięzca     | 1. | 12 października 2008 | Moskwa  | Twarda (hala) | Marat Safin | 7:6(6), 6:7(4), 6:3 |

#### Gra podwójna (1–3)
| Końcowy wynik | Nr | Data                 | Turniej      | Nawierzchnia  | Partner           | Przeciwnicy                          | Wynik finału |
| ------------- | -- | -------------------- | ------------ | ------------- | ----------------- | ------------------------------------ | ------------ |
| Finalista     | 1. | 25 czerwca 2006      | Nottingham   | Trawiasta     | Dmitrij Tursunow  | Jonatan Erlich Andy Ram              | 3:6, 2:6     |
| Finalista     | 2. | 15 lipca 2007        | Newport      | Trawiasta     | Nathan Healey     | Jordan Kerr Jim Thomas               | 3:6, 5:7     |
| Finalista     | 3. | 4 października 2009  | Kuala Lumpur | Twarda (hala) | Jaroslav Levinský | Mariusz Fyrstenberg Marcin Matkowski | 2:6, 1:6     |
| Zwycięzca     | 1. | 24 października 2010 | Moskwa       | Twarda (hala) | Dmitrij Tursunow  | Janko Tipsarević Viktor Troicki      | 7:6(8), 6:3  |